# 聖座—朝鮮關係
聖座与朝鲜關係是指朝鮮民主主義人民共和國（簡稱北朝鮮或北韓）與聖座（今多以聖座行政機構教廷、或其所在地梵蒂岡代稱）之間的外交關係。聖座和大韓民國有邦交，並和朝鮮沒有正式外交往來。
朝鲜劳动党领导人金日成统治朝鲜半岛北方后，将朝鲜的外籍神职人员全部驱逐出境，并切断了与梵蒂冈的一切联系。1962年3月10日，教宗若望二十三世将平壤宗座代牧区升格为教区，同时为了抗议朝鲜清除及处决教会领导人物的政策，将当时仍可能被关在某个劳改集中营中的洪龙浩任命为平壤教区主教。
1988年12月传出消息，韓國教會人員試圖促成教宗若望·保祿二世第二次访韩时，其乘坐的飛機能在朝鲜首都平壤降落，再讓其循陸路經過板門店進入韓國一侧，繼而抵達首爾进行訪問，但此舉最終並未實現。但若望·保祿二世在汉城举行的大型彌撒中仍為朝鮮祈禱，在講道時談到朝鮮半島是個「還沒能在和平與正義下合二為一的分裂世界」，又在与韓國總統盧泰愚会晤時促請漢城與平壤「和睦相處」。
1998年6月6日，若望·保祿二世教宗任命首爾總教區總主教鄭鎮奭為平壤教區宗座署理。
朝鲜劳动党总书记兼朝鲜国防委员会委员长金正日曾在2000年朝韓首腦會晤後邀請若望·保祿二世訪問朝鲜，惟未成行。2007年，教宗本笃十六世发表了致北朝鲜天主教徒的信，以回应朝鲜天主教协会于2006年圣诞节瞻礼寄给教宗本笃十六世的贺卡。这封信由韩国大田教区主教俞兴植率领的国际明爱代表团访问平壤之际正式转交给北方。
2014年，教宗方济各访问韩国时，由首尔总教区于5月26日向平壤的朝鲜天主教协会发送希望朝鲜可以组织一代表团，参与8月18日在首尔明洞圣母无染原罪主教座堂由教宗方济各主持的修好与和平的弥撒，在随后的日子里又重复发送了此邀请。8月初，朝鲜天主教协会发出拒绝信，以韩国“拒绝取消与美国的联合军事演习”为理由，表示不会派出朝鲜天主教徒参与该弥撒。在教宗方濟各訪韓時，北韓也曾發射導彈示威。
2017年，教廷同意韩国主教团设立一个专门的委员会来启动将前平壤教区洪龙浩主教和八十位同伴共八十一名殉道者列真福品案的进程。
2018年6月10日，教宗方济各在三钟经祈祷活动结束之际「向亲爱的朝鲜人民致以特殊关怀」，並预祝朝美雙方领导人在即將舉行的新加坡會談中取得积极的进展，「为朝鲜半岛和全世界确保一个和平的未来。」6月12日，圣座驻韩国和蒙古大使阿尔弗雷德·舒埃雷布总主教在朝美领导人新加坡会谈舉行后，代表圣座重申：「圣座愿意支持任何一种能促进对话与修和的倡议」，同时也会抓住时机带去福音，也尤其希望朝鲜人民能享有精神及信仰生活上的益处。
2018年9月南北韓高峰會時，朝鲜劳动党委员长兼朝鲜国务委员会委员长金正恩委託韩国总统文在寅轉達其將邀請教宗方濟各訪問北韓的意願，方濟各亦表同意，但希望接到北韓的正式書面邀請。
2019年6月30日，教宗方济各在圣伯多禄广场结束三钟经祈祷活动前，提及特朗普与金正恩在板门店的会晤时表示：“我们在朝鲜半岛见证了一个相遇文化的典范。我问候这两位领导人，祈愿这个意义深远的举动，不仅在朝鲜半岛，也在整个世界构成和平道路上前进的一步。”
2919年9月9日，圣座通过常驻联合国纽约总部观察员奥萨总主教发表声明敦促8个尚未批准《全面禁止核试验条约》的拥有特殊核技术国家尽快批准该条约，这些国家中包括了朝鲜。同年9月16日，国际原子能机构在维也纳总部举行第63届全体大会，圣座国务院与各国关系部门秘书长加拉格尔总主教在大会上发言表示支持国际原子能机构对朝鲜的行动。
2021年4月26日，大田教区主教俞兴植告诉韩联社记者，教宗方济各在4月17日与他会晤中重申了渴望访问朝鲜，向全体朝鲜人民表示亲近。
2021年7月6日，韩国国家情报院院长朴智元在木浦表示，他同光州总教区金喜中总主教和圣座驻韩国大使艾尔弗雷德·舒埃雷布总主教见面讨论了教宗方济各访问平壤的可能性，并正在筹备教宗方济各访问北朝鲜事宜。
2022年8月24日，教宗方济各在接受韩国广播公司（KBS）采访时表示“一旦接到邀请，就会毫不犹豫地以友爱的名义前往朝鲜。”
2023年9月，圣座国务院与各国及国际组织关系部门负责多边关系事务的副秘书长帕乔蒙席作为圣座代表出席国际原子能机构第67届大会，在大会发言时，他表示圣座赞赏“国际社会为了重启有关朝鲜民主主义人民共和国核计划的谈判作出了持续且有耐心的努力”。